# Alónnissos

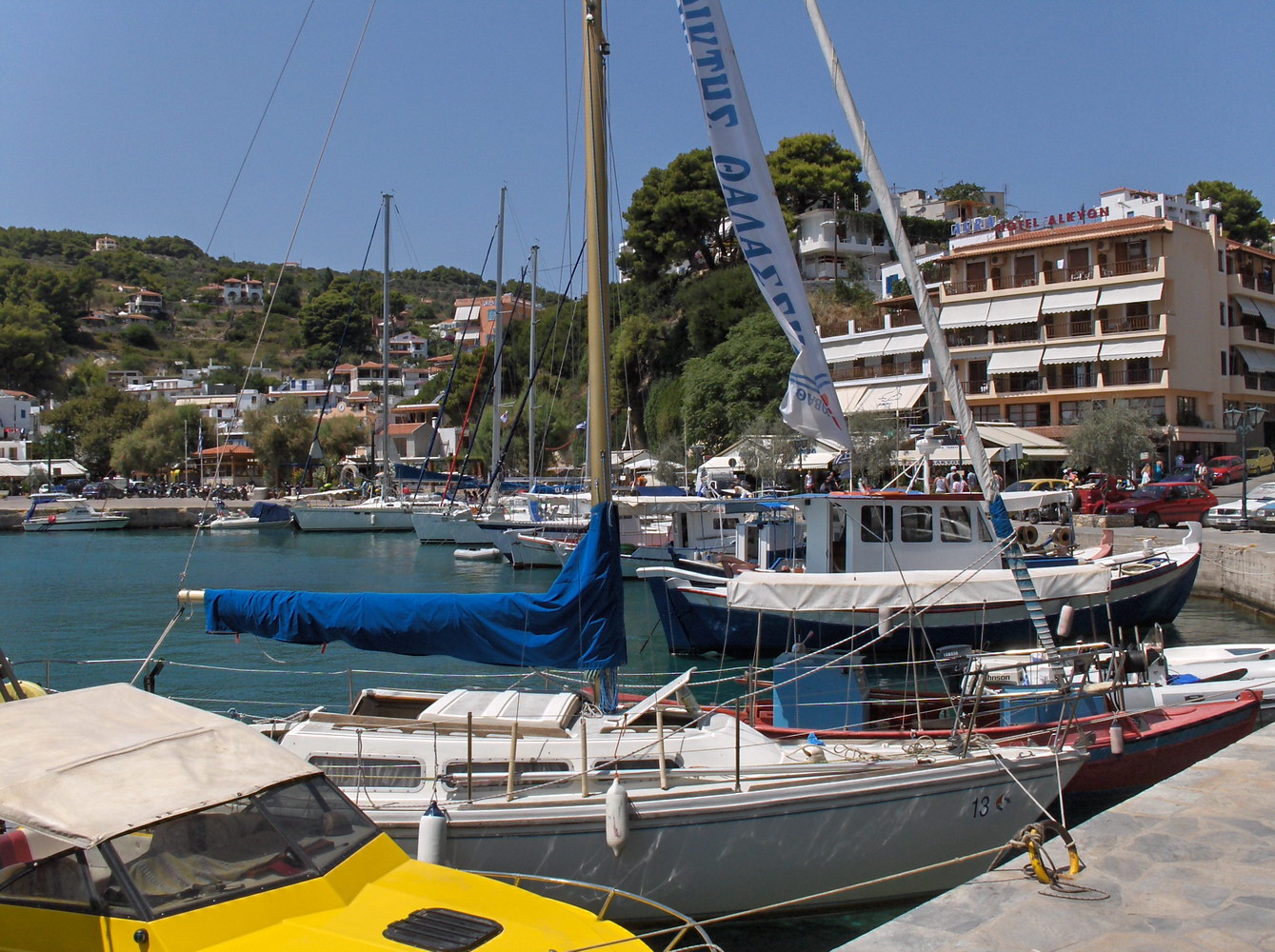
El port Patitiri d'Alónnissos

Alónnissos (grec: Αλόννησος llatí: Halonnesus) també anomenat Halonnesos, és una illa de la mar Egea, a l'extrem sud de Magnèsia, a Tessàlia. Després d'Escíatos i Skópelos és el tercer membre de les Espòrades septentrionals. Es troba a 3 km (2 mn) a l'est de l'illa de Skópelos.
Alónnissos és també el nom d'un llogaret a l'illa, així com el municipi que abasta l'illa i el poble.
El poble d'Alónnissos està situat en una badia del sud-oest. de l'illa. És conegut localment com a «Jora» o «Hora» (Χώρα). El principal port de l'illa es troba en el sud-est i es diu Patitiri. Hi ha servei de ferri i catamarà de Patitiri a Volos, Agios Konstantinos, i Tessalònica en el continent i les illes d'Escíatos, Skópelos i Skyros. La badia a l'extrem sud de l'illa també es diu Alónnissos.
El municipi d'Alónnissos inclou les properes illes de Adelfí, Gioura, Kyrá Panagiá (Pélagos), Peristerá, Piperi, Psathoura i Skantzoura.
El producte principal de l'illa és el vi.

## Història
En l'antiguitat, es coneixia amb el nom de Icos (en grec, Ἴκος) tant l'illa com una ciutat situada en la part suroriental de la qual es conserven restes de murs del segle IV aC i que va formar part de la Lliga de Delos lloc que apareix en els registres de tributs a Atenes entre els anys 451/0 i 429/8 aC i posteriorment de la Segona Lliga atenesa, fundada l'any 377 aC. En el periple de Pseudo-Escilax es diu que era una dípolis però no hi ha testimoniatges de l'existència d'una altra antiga ciutat a l'illa.
La seva possessió va provocar una disputa entre Filip II de Macedònia i Atenes el 343 aC. Els macedonis van ocupar l'illa i els atenencs van enviar una ambaixada dirigida per Hegesippos que va demanar la seva restitució.
Es creu que és la mateixa illa que Claudi Ptolemeu i Hieròcles anomenen Skópelos, ja que Estrabó anomena a les tres illes d'Escíatos, Halonnesos i Peparethos, però no esmenta Skópelos, mentre que Claudi Ptolemeu i Hieròcles esmenten Escíatos, Skópelos i Peparethos.